# Szepulka
A szepulkák (első magyar kiadás szerint többesszáma: szepulkok, eredetileg lengyelül (és néhány más nyelven): sepulka, ejtsd: szepulka) Stanisław Lem lengyel tudományos-fantasztikus író által alkotott ismeretlen tárgyú, tréfásnak tűnő kifejezése. Először A világűr csavargója (Dzienniki gwiazdowe, 1957) című regénye Tizennegyedik utazás című fejezetében olvasható róla. Ismét szóba kerül a szerző 1982-es Helyszíni szemle (Wizja lokalna) című, szintén Ijon Tichy-regényében is.
Stanislav Lem maga azt mondta néhány interjúban, hogy nem tudja, vagy nem emlékszik, mik azok a szepulkák. Lem utolsó, 2005-ös „Głosy z sieci” (’Hangok a netről’) című kötete szerint, amely egy korábbi internetes találkozó válaszait tartalmazza az orosz internetezők Lemhez intézett kérdéseire, egy érdeklődő azt írta, hogy gyerekkorától fogva foglalkoztatja őt a kérdés, hogy mik is azok a szepulkák, és mi a helyzet a „pornószférikusságukkal”. Lem válasza erre röviden csak az volt, hogy „Ha én azt tudnám!” Mojzej Kaganov orosz elméleti fizikus úgy emlékszik, hogy egy beszélgetés során Lem azt mondta: ha tudta volna, hogy a szepulkák egész életében kísérteni fogják, nem találta volna ki őket.
Egy interjúban, amelyet 2004. december 3-án az Afisa (Афиша) magazin főszerkesztő-helyettese, P. V. Favorov készített vele, arra a kérdésre, hogy mik azok a szepulkák, a következő választ adta: „Nem, nem tudom. Ez persze úgyszólván egy megfejtetlen rejtély...”.
A Szovjetunióban 1985-ben az Azerbajdzsánfilm orosz nyelvű animációs filmet készített Ijon Tichy Tizennegyedik utazásából. Ez a 10 perces film az Ijon Tichy naplóiból – Utazás Enterópiába (oroszul: Из дневников Ийона Тихого. Путешествие на Интеропию) címet kapta. A filmben mindezektől függetlenül Ijon Tichynek mégis sikerül megszereznie egy szepulkát, egy tojás alakú tárgyat, de amikor megpróbál felszállni űrhajójára (amelyet barátja, Tarantoga professzor vezet), eltalálja Enterópia rákfenéje, egy meteorit, és így kiderül, hogy a vásárolt tojás alakú tárgy csupán egy másolata az Enterópián a meteoritok okozta halálozás ellen használt eszköznek.
Ez alakját tekintve némileg emlékeztet az Éden automata gyárában előállított termékre, amelyet a gyártási folyamat utolsó lépéseként újra beolvasztanak. Lemet a kezdetektől foglalkoztatták a földönkívüli értelmes lényekkel való kommunikáció kérdései, nehézségei, esetleges lehetetlensége. A kérdés több későbbi művében is megjelenik (pl. Éden), legszélsőségesebb formában talán a Solarisban. A szepulkák ennek a gondolatnak a kezdeti megnyilvánulásai lehetnek az író munkásságának kezdeti időszakából. Tehát feltehetően a szepulkák valóban anélkül születtek meg Lem elméjében, hogy azt is kiötlötte volna, hogy mik is azok valójában.
Lem két új orosz életrajzának összehasonlító áttekintése (2014-ben és 2015-ben) is azzal zárul, hogy nincs válasz arra a kérdésre hogy mik is azok a szepulkák.
Az orosz nyelvben a szepulka (сепулька) szó az ördögi kör metafórájaként terjedt el a kőrkőrös meghatározásokkal kapcsolatban.

## Eredete
A szepulka szó etimológiájáról nincs adat, bár hangzása hasonlít a sír jelentésű sepulcrum latin szóra (sírocska?). Így feltehetően csupán véletlen hasonlóságról lehet szó.
Érdekes módon a XIX. századi volhíniai anyakönyvi nyilvántartás szerint egy 1838-ban Połonne-ban született Henrik Bryków nevű gyermek keresztanyja Katarzyna Szepulka volt.

## A szepulkák Lemnél
Ismeretes, hogy szepulkák a szepuláshoz szükségesek, és nagy szerepet töltenek be az ardrita civilizációban: a művészetben és a reklámokban gyakran fordulnak elő rájuk való utalások. Ijon Tichynek nem sikerült részleteket megtudnia, mert a szepulka tabutéma – csak beszélni is róluk nagy tapintatlanságnak számít. Felszínesen úgy tűnhet, hogy a szepulkák valamilyen formában az erotikához kapcsolódnak (nagy felháborodást váltott ki mikor Ijon Tichy mint nőtlen ember megpróbálta megvásárolni vagy használni őket), de ezt maguk az ardriták tagadják.
Lem szerint a szepulkák nagyon hasonlítanak csantavákra, színviláguk pedig a szépséges kálmokra.
A pimákat és a murquíákat egy Trurl gép törölte ki az univerzumból a Hogyan maradt meg a világ? című könyvben, az Amit a robotok mesélnek történetek egyikében.

## Szepulka a Kozmikus Lexikonban
A szepulka értelmetlennek tűnő önrekurzív meghatározása Tarantoga professzor Kozmikus Lexikonában található:
Az 1967-es első magyar kiadásban (A világűr csavargója) Mach P. Edward fordításában:

„Mégis felkerestem Tarantogát, hogy megnézzem a „SZEPULKOK” címszót: Rövid tájékoztatásra bukkantam:
„SZEPULKOK – az ardritok (lásd ott) civilizációjában fontos szerepet játszó elem az Enteropia bolygón (lásd ott). Lásd még SZEPULKÁRIA.
Követtem a tanácsot, és láttam ott:
SZEPULKÁRIA – szepulozásra szolgáló tárgyak (lásd ott).
Megkerestem a „Szepulozás”-t. A következőt találtam:
SZEPULOZÁS – az Enteropia bolygón (lásd ott) lakó ardritok (lásd ott) tevékenysége. L. SZEPULKOK.”
A kör bezárult, másutt már nem kereshettem. A világért sem árulnám el nagyfokú tudatlanságomat a professzor előtt, mást pedig nem kérdezhetek meg. A kocka el van vetve – elhatároztam, hogy Enteropiába utazom.”

A későbbi Csillagnapló címen megjelent kiadásokban Murányi Beatrix fordításában ugyanez:

„... elbattyogtam Tarantogához, hogy legalább a „SZEPULKA” címszót elolvassam. Rövid információt találtam:
SZEPULKA: fontos szerepet játszó elem az ardriták (l. ott) civilizációjában az Enterópia (l. ott) bolygón. L. még: SZEPULKÁRIUM.
Megfogadtam a tanácsot, és elolvastam:
SZEPULKÁRIUM: a szepuláshoz (l. ott) használt tárgy.
Megnéztem a szepulást, ott ez állt:
SZEPULÁS: az ardriták (l. ott) tevékenysége az Enterópia (l. ott) bolygón. L. még: SZEPULKA.
A kör bezárult, nincs már hol keresgélnem. A világért sem árulnám el tudatlanságomat a professzor előtt, más pedig nincs, akit megkérdezhetnék. A kocka el van vetve – döntöttem: elutazom az Enterópiára.”

Tichy felkeresi a bolygót, hogy megpróbálja kideríteni, mik is azok a szepulkák. Reklámokat lát, amelyekben szepulkákról esik szó, népszerű dalokat hall róluk. Megpróbálja megvásárolni őket, de nem adják el neki, mivel nincs felesége. Ez a tény, valamint az, hogy a szepulkákkal kapcsolatos kérdéseket az ardriták obszcénnek tartják, sejteni engedi, hogy a szepulkáknak valami köze lehet a szexualitáshoz.
A Helyszíni szemle című regényből azonban kiderül, hogy a Kozmikus Lexikon egy átverés, amit a professzornak el kellett volna mondania Tichynek, de elfelejtette. Ebből a regényből az is kiderül, hogy maga az Enterópia bolygó sem létezik, és az állítólagos világ csak az Encja bolygó lakói által kitalált bolygó volt.

## Szepulka a kultúrában
- A lengyel fantasztikus irodalom kedvelők szövetségének (Polskie Stowarzyszenie Miłośników Fantastyki) a fantasztikus irodalom területén 1983-tól elnyerhető  díja, a Złota Sepulka (’Arany Szepulka’) a szepulkákról kapta a nevét. Az első díjat a lengyel sci-fi író Janusz Andrzej Zajdel kapta, majd a díjat három évvel később róla nevezték el.
- Wojciech Orliński Stanisław Lem munkásságáról szóló könyvének címében is szerepelnek: Co to są sepulki? – Wszystko o Lemie (azaz ’Mik azok a szepulkák? – Mindent Lemről’).
- Ignacy Karpowicz Szálkák (Ości, Krakkó, 2013) című regényében Szepulka az egyik szereplő internetes álneve.

## Szepulka a tudományban
- Alekszandr Rasznyicin szovjet paleoentomológus, aki Kirill Jeszkov íróval egy laboratóriumban dolgozott, 1968-ban Lem tiszteletére nevezte el az általa a Bajkálontúli területeken felfedezett kövületként fennmaradt későmezozoikumi rovarok egész családját, nemzetségeit és fajait (Sepulcidae család, a Sepulca és Sepulenia nemzetséggel, valamint a Sepulca mirabilis (’csodálatos szepulka’), Sepulca mongolica és Sepulenia syricta (’fütyülő szepulénia’) fajokat.[19][20]
- 1972-ben Nyina Sevjrjova orosz paleontológus (Нина Семёновна Шевырёва (1931-1996)) leírt egy kihalt rágcsálót, a Sepulkomys eboretus-t. Az „eboretus” egy másik főhajtás Lem előtt ugyanis az „eboret” egyfajta tömegközlekedés az Enterópia bolygón szintén a Tizennegyedik utazás című fejezetből.[21]